# آفرین رئیس
آفرین رئیس 
(به تلوگویی: Bhalevadivi Basu) فیلمی محصول سال ۲۰۰۱ و به کارگردانی پی. ای آرون پراساد است. در این فیلم بازیگرانی همچون نانداموری بالاکریشنا، شیلپا شتی، آنجلا زواری و پراکاش راج ایفای نقش کرده‌اند.